# Борсуки Великі та Малі

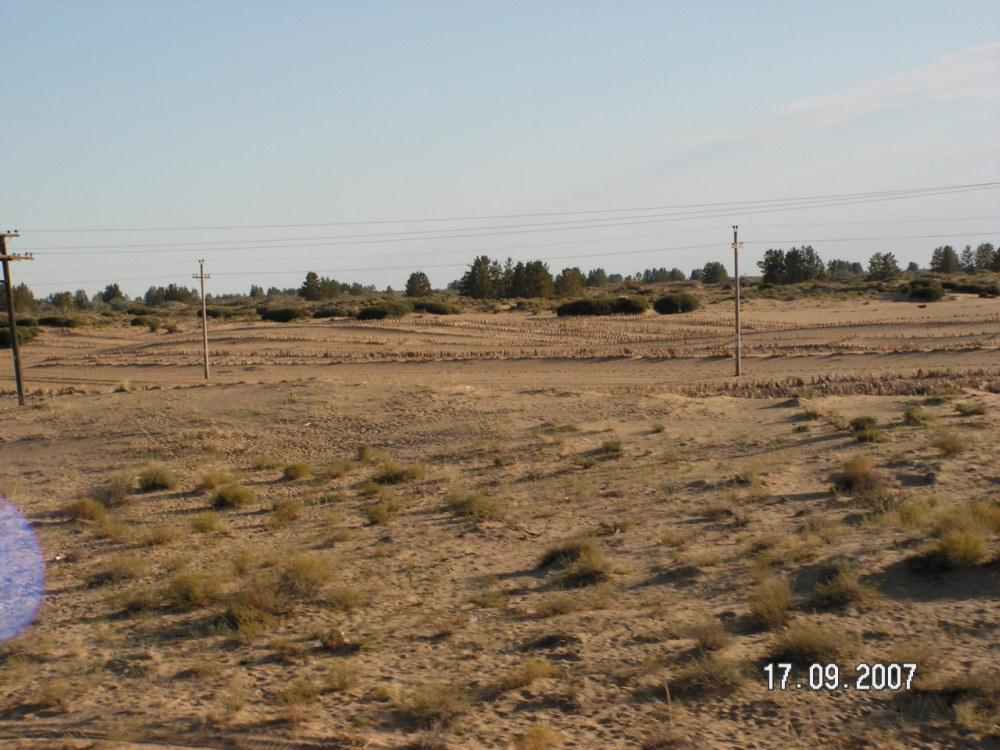
Великі Борсуки

Великі Борсуки та Малі Борсуки (каз. Үлкен Борсық) — піщані пустелі в Центральній Азії (Казахстан). Меридіанально витягнуті у вигляді двох довгих і вузьких смуг на північ від Аральського моря. (переважно в Актюбінській області Казахстану), розділених смугою корінного рельєфу.
Великі Борсуки мають завдовжки близько 200 км. Малі Борсуки — близько 100 км. Висота до 100 м. Складені здебільшого пісками палеогену і лише піски північно-західної частини масиву Великі Борсуки складаються з алювіальних наносів. Піски місцями розвіваються, утворюючи пагорби, пасма й бархани. На вирівняних просторах переважають ксерофітні чагарники, полини, солянки та ефемери; на схилах пагорбів і пасом — джузгун, піщана акація, чагарниковий астрагал, кандим і чингиль. Завдяки добрій водозабезпеченості мають велике пасовищне значення, особливо влітку.